# Čenkov (Odolena Voda)
Čenkov je osada ležící ve Středočeském kraji, v okrese Praha-východ a je (v rámci místní části Dolínek) jednou ze tří základních sídelních jednotek města Odolena Voda. Leží asi 0,5 km východním směrem od Dolínku.

## Historie
První písemná zmínka o Čenkovu pochází z roku 1227. Od poloviny 19. století spadal Čenkov pod obec Veliká Ves. Roku 1959 byl přičleněn k Dolínku.

## Galerie

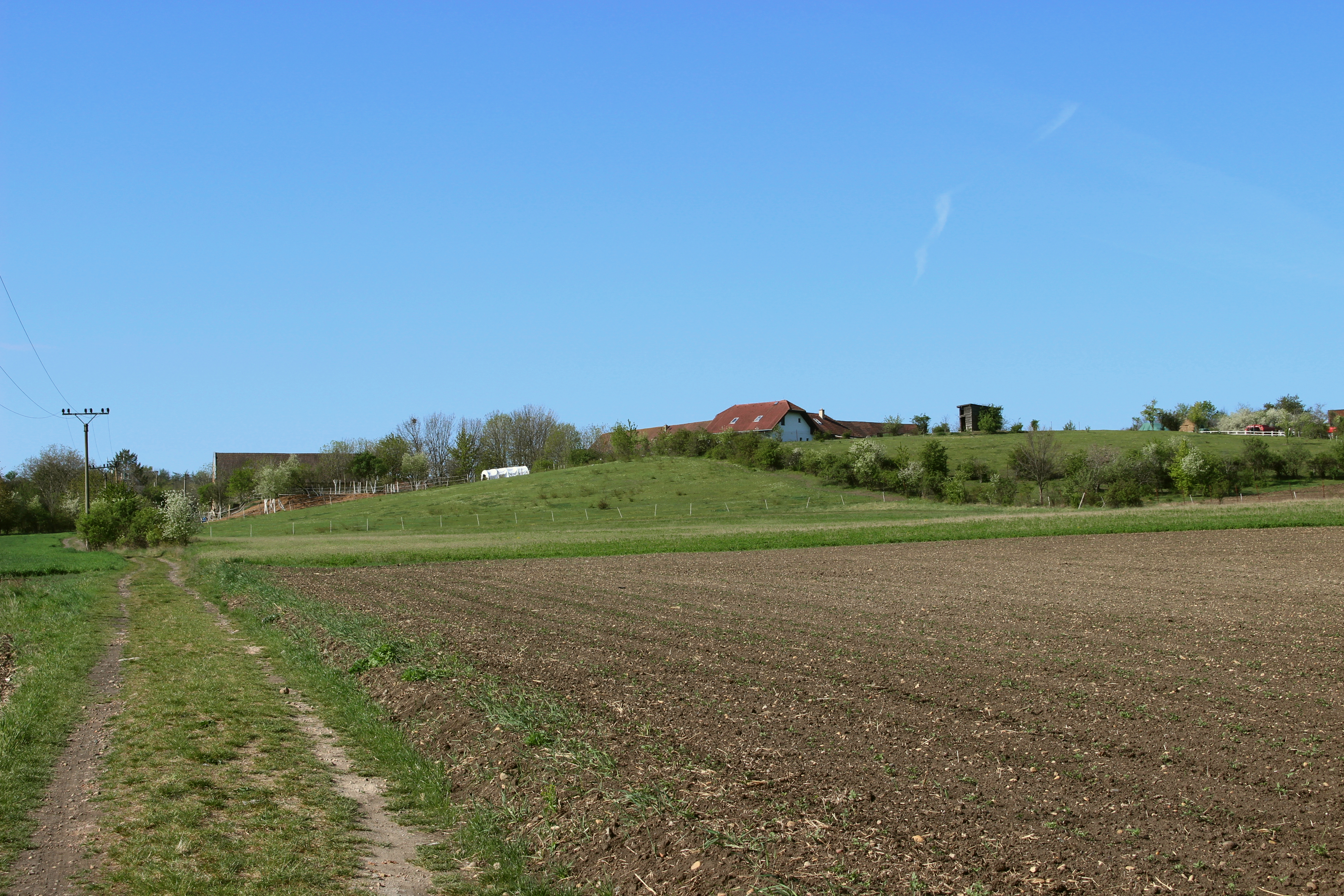
Pohled z polní cesty od Veliké Vsi
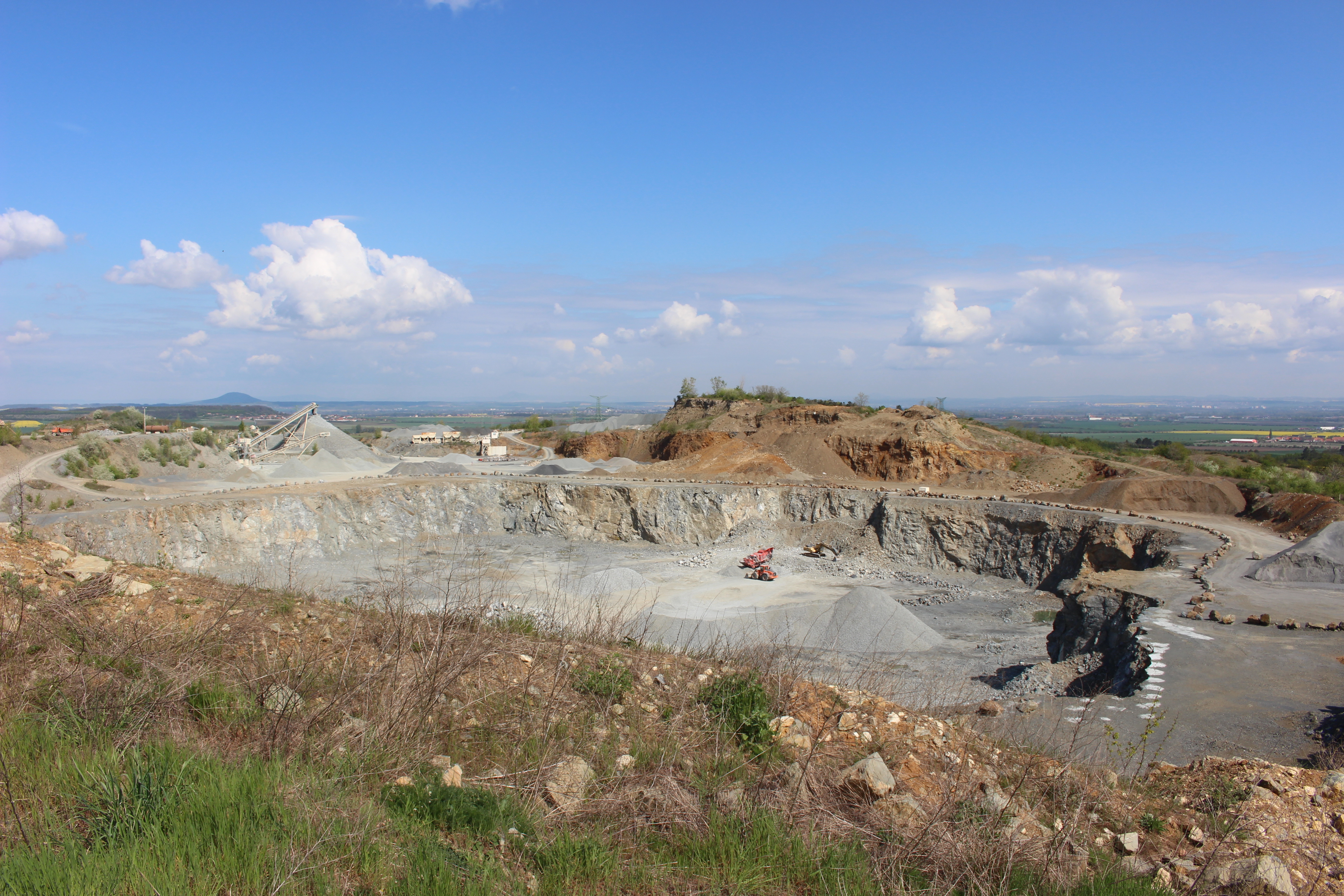
Spilitový lom na vrchu Čenkov
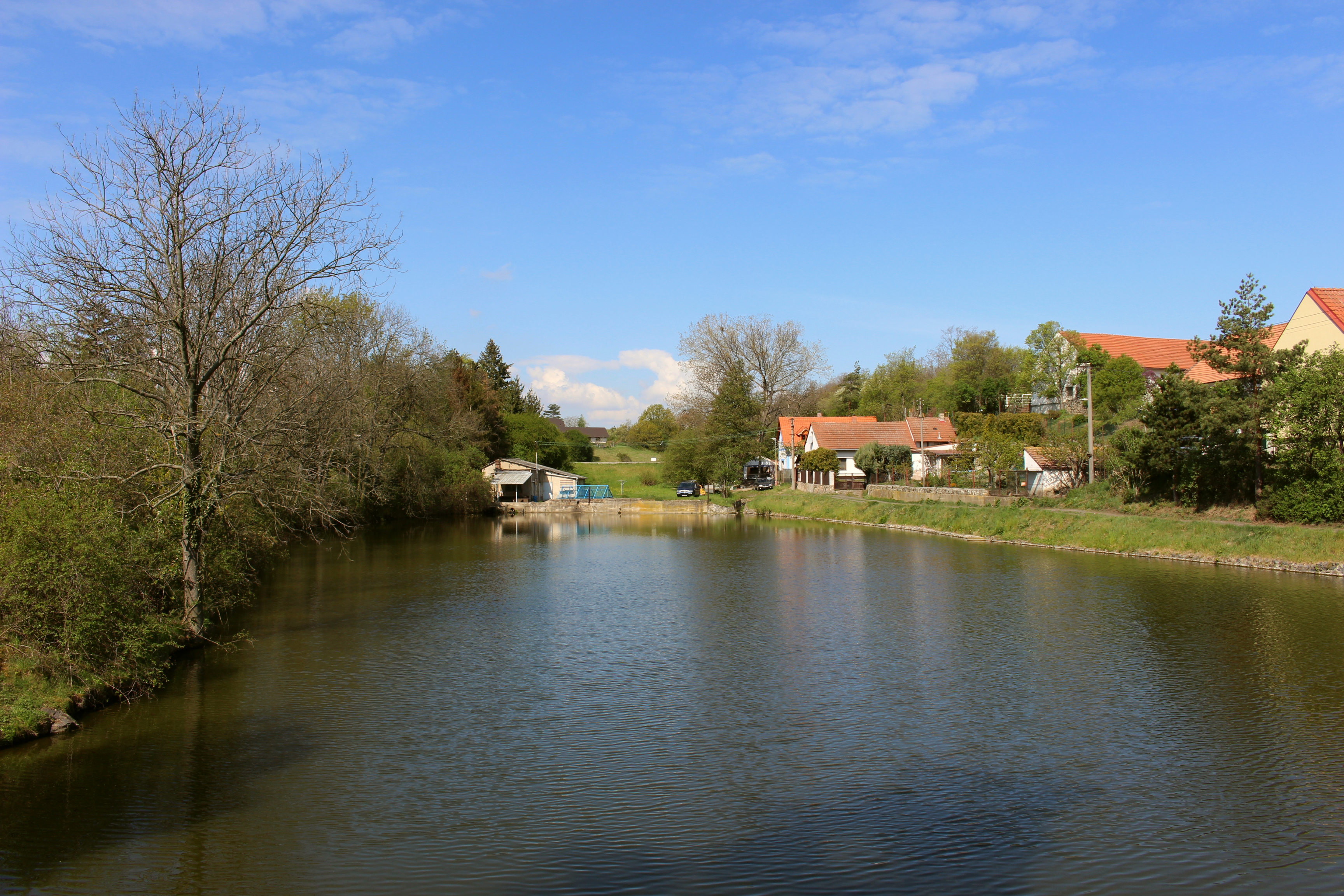
Rybník Čenkov 1
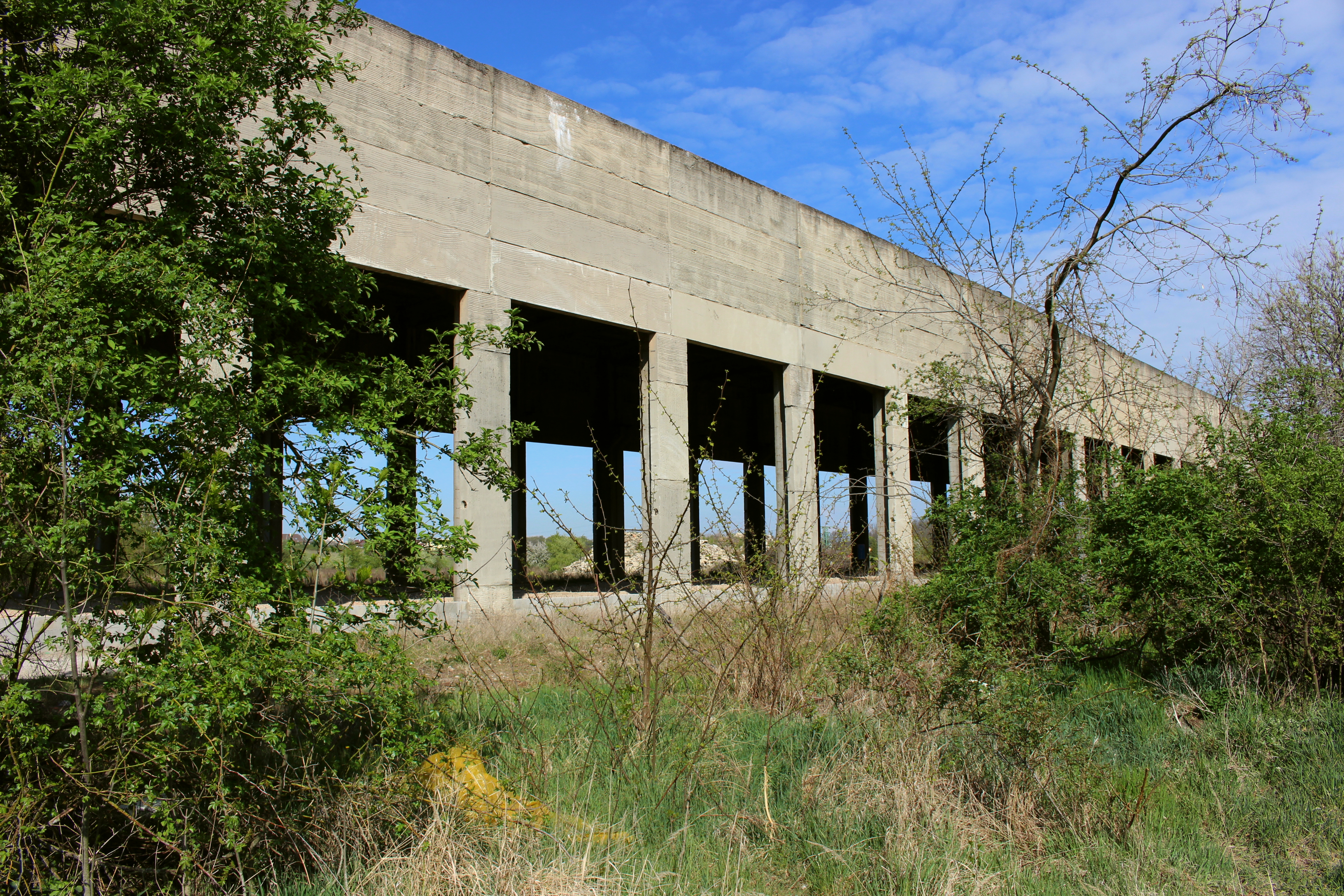
Opuštěný zemědělský areál